# Boninpetrell
Boninpetrell (Pterodroma hypoleuca) är en fågel i familjen liror inom ordningen stormfåglar. Den förekommer i norra Stilla havet och kommer sällan närmare land annat än för att häcka, då i ögrupper utanför Japan men också i Hawaiiöarna. IUCN kategoriserar den som livskraftig.

## Utseende
Boninpetrellen är en liten (30 cm), svartvit petrell med karakteristisk teckning. Ovansidan är mörk, undersidan mestadels vit med svart bakkant på vingen och ett tydligt svart diagonalt band tvärs över täckarna. Stjärten är gråsvart. Ögat är mörkbrunt, benen svarta och fötterna rosa med svarta tår.

## Utbredning
Boninpetrellen förekommer i västra Stilla havet. Den häckar på Vulkanöarna, Ogasawaraöarna och de västra hawaiianska öarna. Utanför häckningstid har den observerats i Kina, Japan, Nordmarianerna, Marshallöarna, Filippinerna, Ryssland och Taiwan.

## Systematik
Tidigare har boninpetrellen behandlats som samma art som kragpetrell (Pterodroma nigripennis) och chathampetrell (P. axillaris), men är troligen snarare närmare besläktad med arterna whakaupetrell (P. pycrofti), vitvingad petrell (P. leucoptera) och långnäbbad petrell (P. longirostris). Den behandlas som monotypisk, det vill säga att den inte delas in i några underarter.

## Levnadssätt
Boninpetrellen har diskreta vanor och mycket är okänt om dess ekologi. Den är havslevande och kommer mycket sällan nära land annat än för att häcka. Häckningen inleds i december. Bland petrellerna är den ovanligt specialiserad på fisk, även om den också tar bläckfisk.

Boninpetrell på bo.

## Status och hot
Arten har ett stort utbredningsområde och en stor population, men tros minska i antal, dock inte tillräckligt kraftigt för att den ska betraktas som hotad. Internationella naturvårdsunionen IUCN kategoriserar därför arten som livskraftig (LC). Världspopulationen uppskattas till en miljon individer.